# IC 4776
IC 4776 је планетарна маглина у сазвјежђу Стријелац која се налази на листи објеката дубоког неба у Индекс каталогу.
Деклинација објекта је - 33° 20' 32" а ректасцензија 18h 45m 50,7s. Привидна величина (магнитуда) објекта IC 4776 износи 10,8 а фотографска магнитуда 11,7. IC 4776 је још познат и под ознакама .